# هیروشی سکیتا
هیروشی سکیتا (انگلیسی: Hiroshi Sekita؛ زادهٔ ۲ اکتبر ۱۹۸۹) بازیکن فوتبال اهل ژاپن است.